# Свети Николай (Ватилък)
„Свети Николай“ или „Свети Никола“ (на гръцки: Αγίου Νικολάου) е православна църква в село Ватилък (Ватилакос), Гърция, част от Поленинската и Кукушка епархия.
Църквата е гробищен храм, разположен в северозападната част на селото. В архитектурно отношение е класическата за XIX век трикорабна базилика. Построена е в 1860 година, вероятно на мястото на по-стара църква, както е видно от разпръснати наоколо архитектурни елементи. Църквата е забележителен пример за поствизантийска архитектура в Солунско. В интериора са запазени стенописи в светилището, протезиса, в диаконикона и на северната стена.
Църквата е обявена за исторически паметник на 8 декември 1994 година.